# Narvikschild

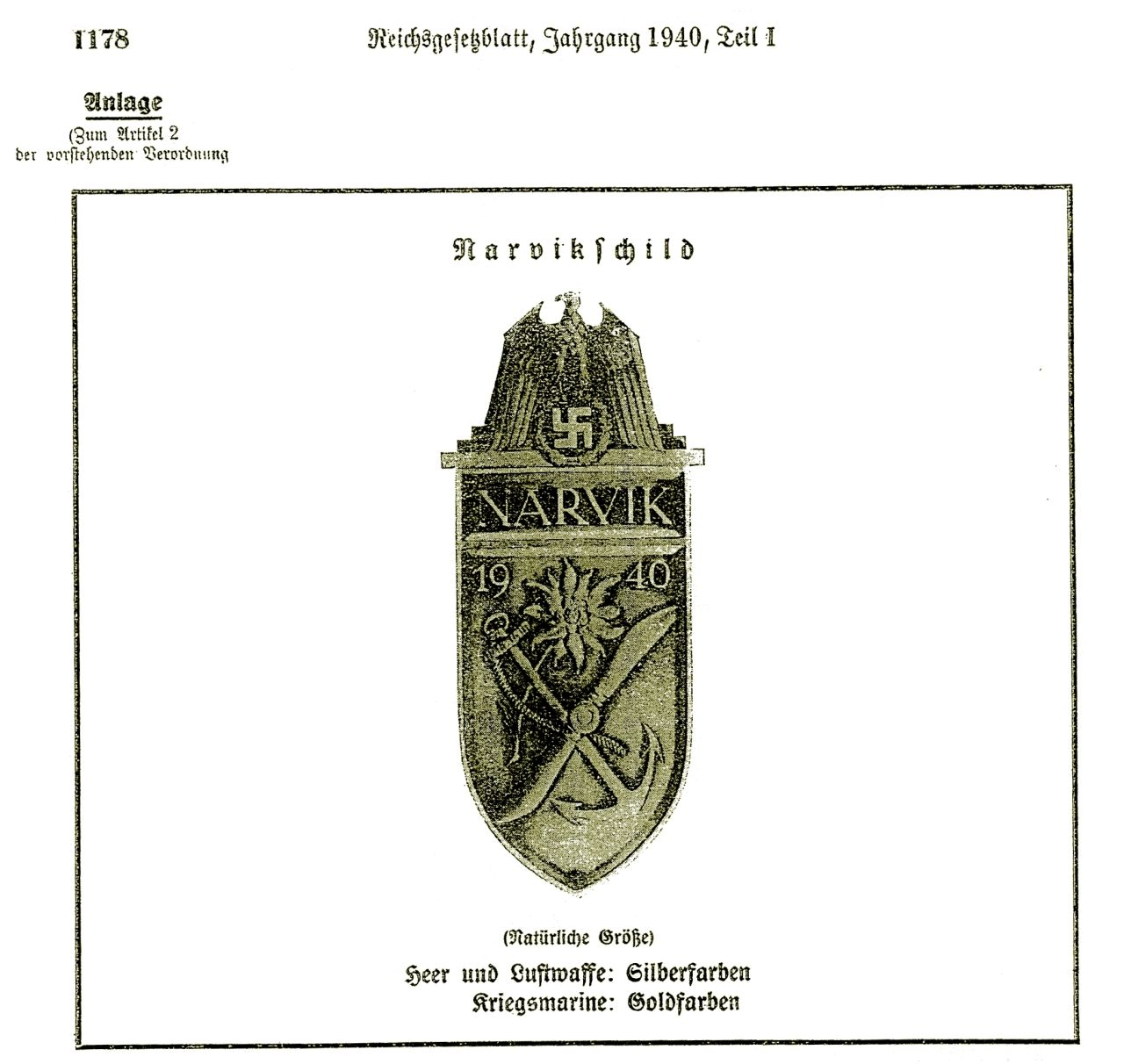
Narvikschild

Het Narvikschild (Duits: Kampfabzeichen für Narvik) was een onderscheiding van het Duitse Rijk. De onderscheiding in de vorm van een op de linkerschouder gedragen metalen schild werd door Adolf Hitler ingesteld.
Op 9 april 1940 viel Duitsland twee neutrale Scandinavische landen aan. De Duitse troepen bezetten Denemarken en Noorwegen tijdens wat "Operatie Weserübung" werd genoemd. Op de eerste dag landde een regiment van de bergtroepen onder luitenant-generaal Eduard Dietl bij de stad Narvik. Een paar dagen greep de Britse Royal Navy in. Tien Britse destroyers brachten de Duitse schepen in de fjord bij Narvik tot zinken. De 2.100 mariniers en de bergsoldaten waren van Duitsland afgesneden. Op 28 april werd Narvik door de Britten ingenomen. De naar de omliggende heuvels verdreven Duitsers bleven zich desondanks hevig verzetten. Onder druk van de dreigende nederlaag in Frankrijk trokken de Britten zich terug en op 8 juni 1940 werd Narvik opnieuw door Duitsland bezet.
Op 19 augustus 1940 stelde Adolf Hitler een nieuwe onderscheiding in met de naam Narvikschild als eerbetoon aan de officieren, onderofficieren, soldaten, matrozen en mariniers die in en rond Narvik "met ere" hadden gevochten. Ook de Luftwaffe had deel aan de gevechten gehad en de piloten en vliegtuigbemanningen kwamen ook voor het schild in aanmerking.
Letterlijk heette het „Der Narvikschild wird verliehen an alle Wehrmachtangehörige, die an der Landung in Narvik oder an den Kämpfen der Gruppe Narvik ehrenvoll beteiligt waren. Die Verleihung vollzieht in meinem Auftrag der Befehlshaber der Gruppe Narvik, General der Gebirgstruppe Dietl.“ (Artikel 3 der Verleihungsverordnung)
De bevelhebber van het Duitse bezettingsleger in Noorwegen gaf op 9 september 1940 nadere instructies. Hij bepaalde daarin zo precies mogelijk wie wél en wie geen "Narvikkämpfer" was.
Letterlijk heette het „Narvikkämpfer ist nur derjenige, der in der Zeit vom 9. April bis zum 9. Juni 1940 – 24 Uhr – zu Lande oder zu Wasser unter dem Befehl des damaligen Befehlshabers der Gruppe Narvik in dem Gefechtsgebiet zwischen Riksgränsen – Oalge-Paß – Gratangsbotn – Norddalen oder in der Luft über diesem Raum zu Kampf-, Aufklärungs- oder Versorgungszwecken eingesetzt war.“
De vorm van deze onderscheiding, een schild op de arm in plaats van de gebruikelijke medaille of gesp, was nieuw.
Aanvragen voor toekenning van het Narvikschild moesten op 31 januari 1942 zijn ingediend. Het schild werd ook postuum toegekend. In dat geval werden schild en diploma naar de nabestaanden verzonden. Al op 21 november 1940 bestelden de bergtroepen 10.000 zilveren Narvikschilden. De uitreiking werd opgehouden omdat het schip waarin de onderscheidingen naar Noorwegen zouden worden gebracht in de haven van Szczecin was ingevroren. De uitreikingsceremonie werd uitgesteld tot de volgende lente. Op 21 maart 1941 ontving Generaal Dietl het eerste Narvikschild uit handen van Adolf Hitler. Hierna 
reikte Dietl het schild uit aan de andere ontvangers. Tot en met 15 juni 1941 werden 8527 schilden uitgereikt.

## Aantallen
| Krijgsmachtonderdeel            | Divisie/Eenheid/Compagnie       | Aantal toekenningen | Opmerkingen                   |
| ------------------------------- | ------------------------------- | ------------------- | ----------------------------- |
| Heer (leger)                    | 2e Bergdivisie                  | 206                 | Deze divisie vocht bij Namsos |
| Leger                           | 3e Bergdivisie                  | 2.338               | Deze divisie vocht bij Narvik |
| Leger                           | Overige legereenheden           | 59                  |                               |
| Leger                           | Postume toekenningen            | 152                 |                               |
| Totaal aan het leger toegekend: | Totaal aan het leger toegekend: | 2.755               |                               |

| Krijgsmachtonderdeel          | Bemanning of eenheid                      | Aantal toekenningen | Opmerkingen |
| ----------------------------- | ----------------------------------------- | ------------------- | ----------- |
| Kriegsmarine (marine)         | Torpedobootjagerbemanningen               | 2.621               |             |
| Militairen                    | Anderen                                   | 115                 |             |
| Handelsmarine                 | Handelsmarine                             | 442                 |             |
| Kriegsmarine                  | Postuum                                   | 411                 |             |
| Kriegsmarine                  | Postume toekenningen aan de handelsmarine | 22                  |             |
| toegekend aan de Kriegsmarine | toegekend aan de Kriegsmarine             | 3.611               |             |

| Krijgsmachtonderdeel       | Bemanning of eenheid       | Aantal toekenningen | Opmerkingen |
| -------------------------- | -------------------------- | ------------------- | ----------- |
| Luftwaffe (luchtmacht)     | Vliegend personeel         | 1.309               |             |
| Luftwaffe                  | Parachutisten              | 756                 |             |
| Luftwaffe                  | Gesneuveld of vermist      | 96                  |             |
| toegekend aan de Luftwaffe | toegekend aan de Luftwaffe | 2.161               |             |

### Versierselen
|                                                               |                                                             |                                             |                                           |
| Narvikschild in Zilver (uitvoering van na 1957 met miniatuur) | Narvikschild in Goud (uitvoering van na 1957 met miniatuur) | Narvikschild in Zilver, uitvoering uit 1940 | Narvikschild in Goud, uitvoering uit 1940 |

## Draagwijze
|                                           |                                       |                                                |
| Correcte draagwijze door een Gebirgsjäger | Correcte draagwijze door een marinier | Generaal Eduard Dietl met het schild op de arm |

Het Narvikschild wordt op de linkerbovenarm gedragen. Door het leger in de verzilverde uitvoering op veld-grijze ondergrond, door de marine en goud op donkerblauwe achtergrond en door de luchtmacht in zilver op grijs-blauwe achtergrond. De achtergrond komt overeen met de kleur van het uniform. Het schild kon ook worden gedragen op alle uniformen van de nazi-partij en de organen van de Duitse staat. Op burgerkleding mocht een gereduceerde uitvoering van het Narvikschild worden gedragen op het linker revers. Soldaten met meerdere schilden (het Krimschild. Cholmschild) en Narvikschild_ droeg het oudste schild op 7 centimeter van de aanhechting van de linkermouw. Het tweede schild werd vlak daaronder gedragen. Wie drie schilden mocht dragen bevestigde twee schilden naast elkaar onder het Narvikschild

## Het Narvikschild na de Tweede Wereldoorlog
Deze versierselen zijn met een hakenkruis versierd. Dat betekent dat het verzamelen, tentoonstellen en verhandelen van deze onderscheidingen in Duitsland aan strenge wettelijke regels is onderworpen.
De vier geallieerden hebben na de bezetting van Duitsland het dragen van alle Duitse orden en onderscheidingen, dus ook die uit het Duitse Keizerrijk van vóór 1918, verboden. Dat verbod is in de zogenaamde DDR altijd van kracht gebleven.  Op 26 juli 1957 vaardigde de Bondsrepubliek Duitsland een wet uit waarin het dragen van onderscheidingen met daarop hakenkruizen of de runen van de SS werd verboden. Het dragen van dit insigne werd net als het dragen van de Orde van Verdienste van de Duitse Adelaar en het Ereteken voor de 9e November 1923, de zogenaamde "Blutorden", streng verboden.
Ook het verzamelen, tentoonstellen en afbeelden van de onderscheidingen van de Nazi's werd aan strenge regels gebonden. Een aantal onderscheidingen werd ontdaan van de hakenkruizen en soms van hakenkruis en adelaar. In deze gedenazificeerde uitvoering mochten de onderscheidingen worden gedragen. Ook met dit insigne is dat het geval. Hakenkruis en adelaar boven het schild werden weggelaten.